# أليساندرو فافالي
أليساندرو فافالي (بالإيطالية: Alessandro Favalli)‏ (15 نوفمبر 1992 بكريمونا في إيطاليا - ) هو لاعب كرة قدم إيطالي في مركز الظهير. شارك مع منتخب إيطاليا تحت 20 سنة لكرة القدم ومنتخب إيطاليا تحت 21 سنة لكرة القدم. أما مع النوادي، فقد لعب مع نادي بادوفا ونادي بارما ونادي تشيزينا ونادي غوريتسا ونادي كريمونيسي.

## روابط خارجية
- أليساندرو فافالي على موقع إي إس بي إن إف سي (الإنجليزية)
- أليساندرو فافالي على موقع قاعدة بيانات كرة القدم.إي يو (الإنجليزية)
- أليساندرو فافالي على موقع Soccerway.com (الإنجليزية)
- أليساندرو فافالي على موقع عالم كرة القدم.نت (الإنجليزية)
- أليساندرو فافالي على موقع AS.com (الإسبانية)